# (36506) 2000 QS65
2000 QS65 (asteroide 36506) é um asteroide da cintura principal. Possui uma excentricidade de 0.14105730 e uma inclinação de 8.70208º.
Este asteroide foi descoberto no dia 28 de agosto de 2000 por LINEAR em Socorro.